# Mount Ronca
Mount Ronca ist ein über 2200 m (nach neuseeländischen Angaben 2261 m) hoher Berg im Australischen Antarktis-Territorium. In der Geologists Range überragt er das südliche Ende der Quest-Kliffs.
Der United States Geological Survey kartierte ihn anhand von Vermessungen mittels Tellurometer und mithilfe von Luftaufnahmen der United States Navy aus den Jahren zwischen 1960 und 1962. Das Advisory Committee on Antarctic Names benannte ihn 1966 nach dem in Italien geborenen US-amerikanischen Geologen Luciano Bruno Ronca (* 1935), der im Rahmen des United States Antarctic Research Program von 1961 bis 1962 auf der McMurdo-Station tätig war.